# Val-d’Oust
Val-d’Oust – gmina we Francji, w regionie Bretania, w departamencie Morbihan. W 2013 roku liczba ludności wynosiła 2621 mieszkańców.
Gmina została utworzona 1 stycznia 2016 roku z połączenia trzech ówczesnych gmin: La Chapelle-Caro, Quily oraz Le Roc-Saint-André. Siedzibą gminy została miejscowość Le Roc-Saint-André.